# Prem Kumar Budhwar
Prem Kumar Budhwar es un diplomático indio retirado.
- De 1963 a 1967 fue empleado en Moscú.
- En 1967 fue empleado en Hong Kong.
- De 1967 a 1972 fue Cónsul General y Encargado de negocios en Hanói.
- De 1972 a 1975 fue secretario adjunto en el Ministerio de Asuntos Exteriores (India).
- De 1975 a 1976 tenía Exequatur como Cónsul General en Hamburgo.
- De 1976 a 1978 fue consejero de embajada en Bonn.
- De 1978 a 1980 fue ministro de embajada en Moscú.
- De 1980 a 1983 fue embajador en Adís Abeba (Etiopía).
- De 1983 a 1984 fue secretario adjunto del Ministerio de Asuntos Exteriores (India).
- De 1984 a 1986 fue Jefe de Protocolo  del Ministerio de Asuntos Exteriores (India).
- En 1986 fue comisionado en Hong Kong.
- En 1987 fue jefe adjunto de la misión en Moscú con rango de Embajador.
- De 1987 a 1989 fue embajador en Berlín Este.
- De 1991 a 1992 fue embajador en Brasilia.
- De 1992 a 1997 fue Alto Comisionado en Ottawa (Canadá).[1]